# Iradj Alexander

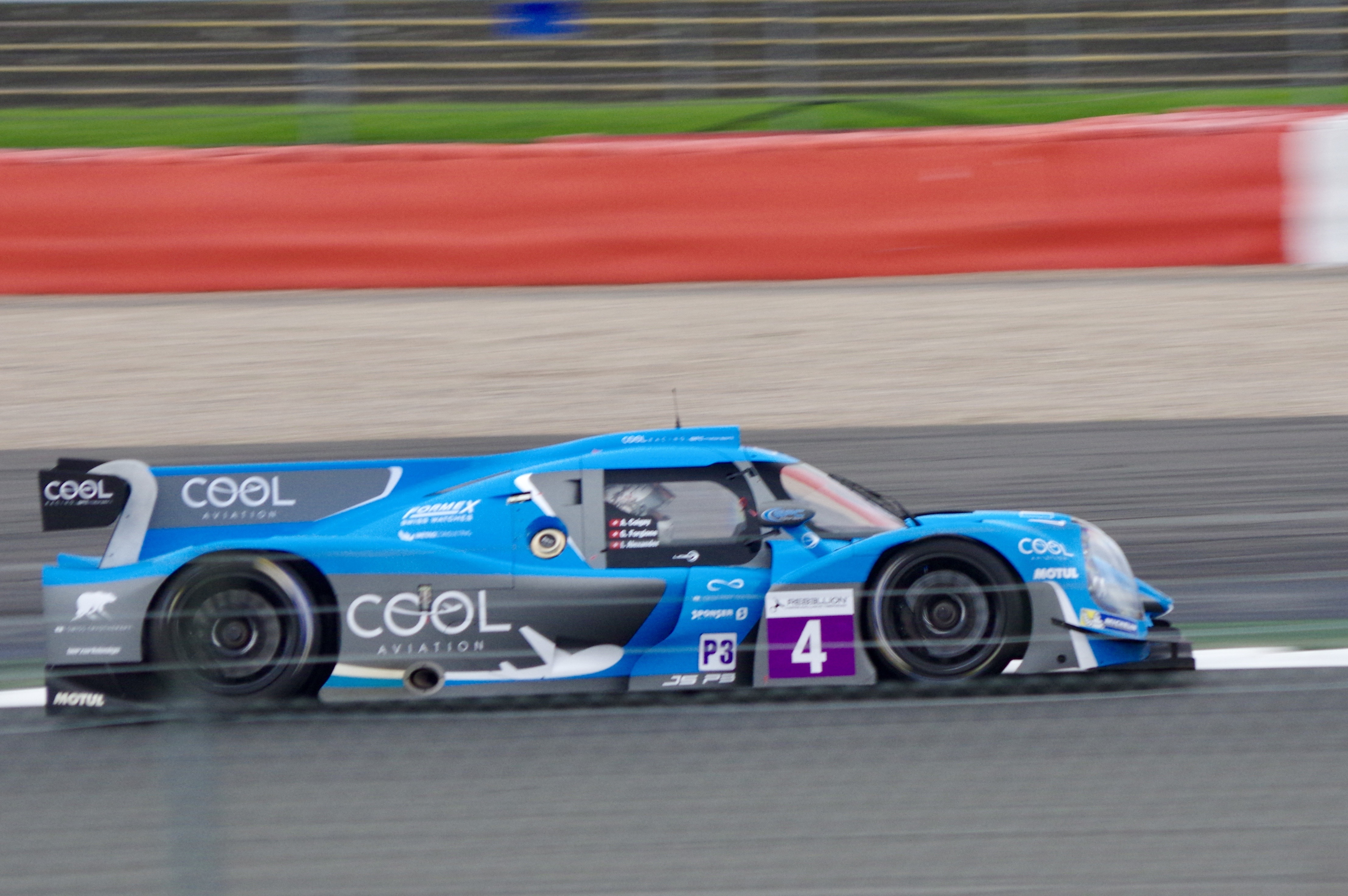
Der Ligier JS P3 mit dem Iradj Alexander beim 4-Stunden-Rennen von Silverstone 2017 am Start war

Iradj Alexander-David (* 17. September 1975 in Locarno) ist ein ehemaliger Schweizer Automobilrennfahrer.

## Karriere
Alexander verdiente sich seine ersten Sporen im Motorsport in der Schweizer-Formel-Ford-Meisterschaft, in die er Mitte der 1990er Jahre einstieg. 1996 gewann er die Gesamtwertung dieser Meisterschaft. In der Schweiz sind seit der Katastrophe von Le Mans 1955 Rundstreckenrennen grundsätzlich untersagt. Die Meisterschaft musste daher auf Rennstrecken in Deutschland, Österreich und Italien ausgetragen werden. Aus Mangel an Alternativen wechselte Alexander vorerst in die USA und fuhr dort ab 1999 in der Barber Dodge Pro Serie, kam 2001 wieder nach Europa und ist seither bei den Sportwagen engagiert.
Zunächst erhielt Alexander ein Cockpit eines Ferrari 360 Modena von JMB in der französischen GT-Meisterschaft. Das Team jedoch fuhr auch in der FIA GT und ermöglichte Alexander dort mehrere Einsätze. Die Rennen beider Serien erfolgten hauptsächlich mit Peter Kutemann als Partner und waren von mehreren Ausfällen und Mittelfeldplatzierungen gekennzeichnet. Dennoch stieg Alexander 2002 mit JMB nun fest in die FIA-GT-Meisterschaft ein. Trotz der regelmäßig wechselnden Fahrerpaarungen beendete er zum Jahresende das Rennen in Pergusa mit Andrea Montermini als Teamkollegen auf dem Podium. Für die folgende Saison kehrte Alexander in die französische GT-Meisterschaft zurück und pilotierte nun mit einer Chrysler Viper GTS-R ein Fahrzeug der leistungsstärkeren SGT-Kategorie. Das Team pausierte im Spätsommer für ein Rennen, Alexander erhielt dafür die Möglichkeit für JMB beim 24-Stunden-Rennen von Spa-Francorchamps teilzunehmen um danach in die USA zurückzukehren. JMB war mittlerweile ebenfalls in der American Le Mans Series aktiv und führte einige Piloten, für das Langstreckenrennen Petit Le Mans, in die Serie ein. Alexander bestritt im Vorfeld zum Meisterschaftslauf in Road Atlana, insgesamt drei weitere Rennen, bis er zum Saisonabschluss in die französische GT-Meisterschaft zurückkehrte. Anfang 2003 meldete JMB ihn beim 24-Stunden-Rennen von Daytona an. Alexander blieb danach für einen weiteren Meisterschaftslauf in der Grand-Am, bevor er in die FIA-GT-Meisterschaft wechselte und zwei Gaststarts für G.P.C. und JMB absolvierte.
2005 beendete er zwischenzeitlich sein Engagement bei JMB und wechselte erneut zu Red Racing in die französische GT-Meisterschaft. Das Team setzte inzwischen einen Lister Storm in der GT1-Kategorie ein. Zusammen mit Gaël Lesoudier siegte er bei einem Meisterschaftslauf auf dem Circuit de Pau-Ville, bevor das Team nach mehreren Ausfällen die Saison vorzeitig beendete. Im Jahr 2006, wieder bei JMB, fuhr er mit Tim Sugden ein weiteres Jahr in der FIA-GT-Meisterschaft. Einem Klassensieg und weitere Podiumsplatzierungen standen am Jahresende mehreren Ausfällen gegenüber.
2007 fuhr er in der Le Mans Series für Swiss Spirit die komplette Saison inklusive der 24 Stunden von Le Mans, wo er sein Debüt gab. Als Partner von Jean-Denis Delétraz und Marcel Fässler pilotiert er dort einen Lola B07/10 mit Turbomotor des Audi R8. Für die Saison 2008 unterschrieb Alexander beim Schweizer Mannschaft Speedy Racing Team und verstärkte das Rennmannschaft um Andrea Chiesa und Benjamin Leuenberger beim 1000-km-Rennen von Spa-Francorchamps und dem 24-Stunden-Rennen von Le Mans. Zudem war er für die ersten beiden Meisterschaftsläufe der International GT Open gemeldet und pilotierte dort einen Ferrari F430 GTC, bis er von seinem Landsmann Henri Moser ersetzt wurde. 2009 blieb Alexander in der International GT Open, wechselte jedoch in die GT3-Kategorie zu Jean-Claude Lagniez. Jedoch nahm er lediglich an drei Rennwochenenden der Serie teil. Beendete das Fahrerduo ihre ersten beiden Rennen in Algarve auf dem Podium, verschlechterten sich die Ergebnisse in den folgenden beiden Events. Zudem räumte Teameigner Lagniez in Donington seinen Fahrerplatz zugunsten von Miquel Julià Perello. Am nächsten Rennwochenenden musste aber Alexander gegenüber dem Teameigner zurücktreten. Zu Beginn des Jahres meldete Lagniez das Team zudem in der FIA-GT-Meisterschaft an. Da die Corvette Z06R GT3 als einziger Teilnehmer in der G3-Klasse ins Rennen ging, beendeten er und Lagniez den Lauf als Klassensieger.

## Statistik

### Le-Mans-Ergebnisse
| Jahr | Team               | Fahrzeug                   | Teamkollege    | Teamkollege          | Platzierung | Ausfallgrund |
| ---- | ------------------ | -------------------------- | -------------- | -------------------- | ----------- | ------------ |
| 2007 | Swiss Spirit       | Lola B07/10                | Marcel Fässler | Jean-Denis Delétraz  | Ausfall     | Elektrik     |
| 2008 | Speedy Racing Team | Spyker C8 Laviolette GT2-R | Andrea Chiesa  | Benjamin Leuenberger | Ausfall     | Motorschaden |